# Aero Díli
A Aero Dili é uma companhia aérea de bandeira de Timor-Leste. Tem o seu hub no Aeroporto Internacional Presidente Nicolau Lobato em Díli e utiliza uma frota de uma aeronave para operar serviços domésticos e internacionais.

## Histórico
A Aero Dili foi fundada em 21 de junho de 2018 por Lourenço de Oliveira, natural de Ataúro. Lourenço Oliveira tem experiência em transporte marítimo; desde então é proprietário dos dois casinos de Díli e fez investimentos em outras indústrias, incluindo aquicultura e agricultura. 
Antes de decidir investir na indústria da aviação de Timor-Leste, uma iniciativa que mais tarde descreveu como "... um sonho tornado realidade", o fundador também estudou processos de aviação em outros países durante vinte anos. 
A primeira atividade geradora de receitas da companhia aérea, ao abrigo de um memorando de entendimento com o governo celebrado em janeiro de 2018, foi adquirir e disponibilizar às Forças de Defesa de Timor-Leste (F-FDTL) uma aeronave Cessna 172P, juntamente com pilotos para a pilotar. A aeronave chegou a Timor-Leste em fevereiro de 2018 e foi colocada a trabalhar no patrulhamento do Mar de Timor. 
Mais tarde nesse ano, a Aero Dili foi a primeira companhia aérea em Timor-Leste a receber um certificado de operador aéreo (AOC) para conduzir serviços domésticos civis. Iniciou as operações civis em 21 de junho de 2018. 
A companhia aérea começou operando uma pequena frota de aeronaves leves Cessna para seus serviços de aviação civil. 
Mais tarde, a Aero Dili também forneceu serviços aéreos como uma transportadora internacional virtual, fretando aeronaves em regime de leasing com tripulação da Indonesia AirAsia e da Sriwijaya Air. 
Em 11 de agosto de 2022, a companhia aérea realizou um pouso técnico internacional experimental bem-sucedido, usando sua aeronave Cessna 207, no Aeroporto El Tari em Kupang, Indonésia. Foi o primeiro voo internacional de uma aeronave registrada em Timor-Leste. 
A Aero Dili anunciou, numa conferência de imprensa realizada a 9 de Dezembro de 2022, que pretendia iniciar operações internacionais próprias em 2023, utilizando uma aeronave alugada à Dubai Aerospace Enterprise. Uma segunda aeronave alugada juntar-se-ia à frota após seis meses, e uma terceira em dois anos e meio.  Estes planos representaram um investimento de 20 milhões de dólares americanos.
A companhia aérea também obteve o certificado de registo (COR) e o certificado de aeronavegabilidade (COA) necessários da Autoridade de Aviação Civil de Timor-Leste (AACTL) em meados de março de 2023. 
A Aero Dili tinha negociado com várias empresas de leasing sobre o arrendamento de aeronaves. As duas primeiras negociações não puderam prosseguir, porque os potenciais locadores estavam preocupados com as fraquezas do sistema de aviação de Timor-Leste e com o seu enquadramento legislativo.
A primeira aeronave alugada da Aero Dili, um Airbus A320 que havia sido operado pela Bangkok Airways e reconfigurado para transportar apenas 162 passageiros, chegou a Díli em 20 de março de 2023. Após a chegada, tornou-se o primeiro jato comercial a ser baseado em Timor-Leste. Foi também a principal atração no lançamento oficial dos serviços internacionais da companhia aérea, com discursos do Presidente de Timor-Leste, José Ramos-Horta, e do Ministro dos Transportes e Comunicações do país, José Agustinho da Silva, que havia sido um dos 17 passageiros a bordo do voo. 
Em 12 de maio de 2023, o A320 operou os primeiros voos internacionais regulares da Aero Dili, entre Díli e Dempassar/Bali, Indonésia, e em fevereiro de 2024 foi usado para inaugurar um serviço regular entre Díli e Singapura. 
A companhia aérea é propriedade da Aero Dili Transport Services S.A.. O seu Administrador Executivo é Lourenço de Oliveira.

## Destinos
| País        | Cidade    | Aeroporto                                         | Observação | Ref   |
| ----------- | --------- | ------------------------------------------------- | ---------- | ----- |
| Indonésia   | Dempassar | Aeroporto Internacional Ngurah Rai                |            | [ 8 ] |
| Singapura   | Singapura | Aeroporto de Changi                               |            | [ 8 ] |
| Timor Leste | Baucau    | Aeroporto de Baucau                               |            | [ 8 ] |
| Timor Leste | Díli      | Aeroporto Internacional Presidente Nicolau Lobato | Eixo       | [ 8 ] |
| Timor Leste | Suai      | Aeroporto de Suai                                 |            | [ 8 ] |
| Timor Leste | Oecusse   | Aeroporto de Oecusse                              |            | [ 8 ] |